# Нова Весь (гміна Заґурув)
Нова Весь (пол. Nowa Wieś) — село в Польщі, у гміні Заґурув Слупецького повіту Великопольського воєводства. Населення — 174 особи (2011).
У 1975—1998 роках село належало до Конінського воєводства.

## Демографія
Демографічна структура станом на 31 березня 2011 року:
|          | Загалом | Допрацездатний вік | Працездатний вік | Постпрацездатний вік |
| -------- | ------- | ------------------ | ---------------- | -------------------- |
| Чоловіки | 85      | 20                 | 58               | 7                    |
| Жінки    | 89      | 19                 | 54               | 16                   |
| Разом    | 174     | 39                 | 112              | 23                   |